# Nena (canción)
«Nena» es un sencillo lanzado en 1986 por el cantante español Miguel Bosé. La letra fue coescrita por Miguel Bosé, Vittorio Ierovante y Elio Aldrighetti e incluida en el álbum «Salamandra» de 1986. En 2007 la canción fue regrabada por Miguel Bosé junto a la cantante mexicana Paulina Rubio y lanzada como primer sencillo en su disco Papito. 
El 29 de agosto de 2007, esta nueva versión recibió una nominación al Premio Grammy Latino como Grabación del Año, aunque perdió ante "La llave de mi corazón" del cantante y compositor dominicano Juan Luis Guerra.

## Listas musicales
| Lista (2007)                     | Puesto |
| -------------------------------- | ------ |
| Billboard Hot Latin Tracks Chart | 1      |
| México (Los 40)                  | 1      |
| Paraguay (Radio Latina)          | 6      |